# Russisch-ukrainische Beziehungen
Die Beziehungen zwischen Russland und der Ukraine, auch russisch-ukrainische Beziehungen genannt, beschreiben das zwischenstaatliche Verhältnis zwischen Russland und der Ukraine. Die beiden Länder befinden sich seit Februar 2022 im Kriegszustand und unterhalten keine diplomatischen Beziehungen mehr. Beide Staaten verfügen über eine lange gemeinsame Geschichte und über zahlreiche gesellschaftliche und kulturelle Kontakte. Die gemeinsamen kulturellen Wurzeln beider Nationen lassen sich bis ins Mittelalter zurückverfolgen und die Ukraine war Teil des Russischen Zarenreiches und der Sowjetunion. Nach der Unabhängigkeit der Ukraine 1991 gestalteten sich die Beziehungen beider Länder wechselhaft. Nach der ukrainischen Revolution im Rahmen des Euromaidan im Jahr 2014 wurde die ukrainische Halbinsel Krim von nicht gekennzeichneten russischen Streitkräften besetzt und später von Russland annektiert, während gleichzeitig pro-russische Separatisten das ukrainische Militär in einen bewaffneten Konflikt um den Donbass verwickelten, was den Beginn des Russisch-Ukrainischen Kriegs markierte. Gestalteten sich die bilateralen Beziehungen danach bereits stark antagonistisch, folgte Anfang 2022 eine weitere Eskalation mit einem großangelegten russischen Angriff auf die Ukraine von der Krim, von Südwestrussland sowie von Belarus aus.

## Geschichte

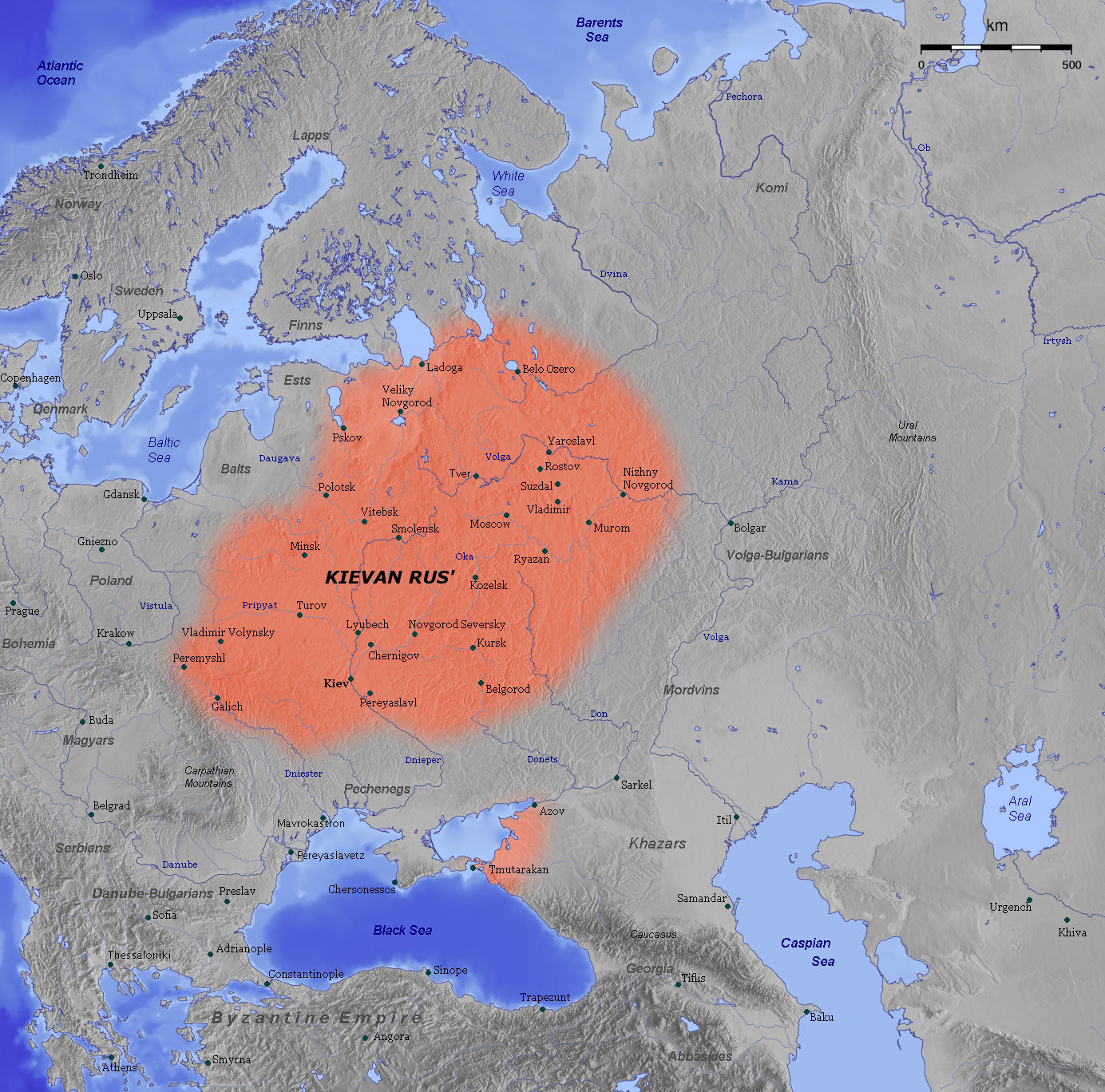
Kiewer Rus

### Kiewer Rus
Sowohl Russland als auch die Ukraine beanspruchen ihr Erbe aus der Kiewer Rus, einem von den Wikingern gegründeten Staatswesen, das die meisten ostslawischen und einige finno-ugrischen Stämme vereinte und im neunten bis elften Jahrhundert die byzantinische Orthodoxie übernahm. Die Hauptstadt des Staates bildete die Stadt Kiew und von russischen Nationalisten wurde die Identität der Kiewer Rus später für Gebietsansprüche und die Proklamierung einer angeblichen Einheit beider Völker genutzt.

### Fürstentum Moskau und Russisches Reich
Nach der mongolischen Invasion der Rus trennte sich die Geschichte der Völker, die die Territorien Russlands und der Ukraine bewohnten. Das Großfürstentum Moskau vereinigte alle Überreste der nördlichen Provinzen der Rus und entwickelte sich zum modernen russischen Staat. Das Fürstentum Galizien-Wolhynien kam unter die Herrschaft des Großfürstentums Litauen, gefolgt von Polen-Litauen. Innerhalb von Polen-Litauen lehnten die militanten Saporoger Kosaken die Polonisierung ab und gerieten oft mit dem vom polnischen Adel kontrollierten Staat aneinander.
Unruhen unter den Kosaken führten dazu, dass sie sich gegen die polnisch-litauische Herrschaft auflehnten und eine Vereinigung mit Russland anstrebten, mit dem sie Ähnlichkeiten in Kultur, Sprache und Religion hatten. Dies wurde 1654 im Vertrag von Perejaslaw formalisiert, in dem die Kosaken dem Zaren die Treue schworen. Ab Mitte des 17. Jahrhunderts wurde ein Großteil des ukrainischen Territoriums nach und nach vom Russischen Reich annektiert und seine Autonomie bis zur Teilung Polens Ende des 18. Jahrhunderts aufgehoben. Das Saporoger Kosakenheer wurde 1775 vom Russischen Reich gewaltsam aufgelöst und die meisten Kosaken wurden in die Kuban-Region am Südrand des Russischen Reiches umgesiedelt. Ukrainer wurden in der Zeit des Russischen Reiches als Kleinrussen bezeichnet. Die Politik Russlands zielte auf die Russifizierung der Kleinrussen ab und die Bevölkerung wurde zum orthodoxen Christentum konvertiert. Im Jahr 1804 wurde die ukrainische Sprache als Unterrichtsfach und Unterrichtssprache aus den Schulen verbannt. In der Westukraine bildete sich dagegen unter dem Einfluss der Habsburgermonarchie eine getrennte kulturelle Identität.
Unter Katharina II. zerschlug Russland 1783 das Khanat der Krimtataren und gliederte die Krim in das russische Reich ein. Die Annexion wurde „für alle Zeiten“ proklamiert.

### Erster ukrainischer Nationalstaat und Sowjetunion

Flagge der Ukrainischen SSR

Im Zuge der Februarrevolution 1917 wurden offizielle Beziehungen zwischen der russischen provisorischen Regierung und der ukrainischen Zentralna Rada (Zentralrat) aufgenommen. Nach der kommunistischen Machtübernahme in Moskau und der sowjetischen Militäraggression durch die Sowjetregierung Anfang 1918 erklärte die Ukraine am 22. Januar 1918 ihre volle Unabhängigkeit als Ukrainische Volksrepublik, die von 1917 bis 1922 bestand. Die beiden Verträge von Brest-Litowsk, die die Ukraine und Russland getrennt voneinander mit den Mittelmächten unterzeichneten, beruhigten den militärischen Konflikt zwischen ihnen vorübergehend, und die Sowjets zogen sich zurück.

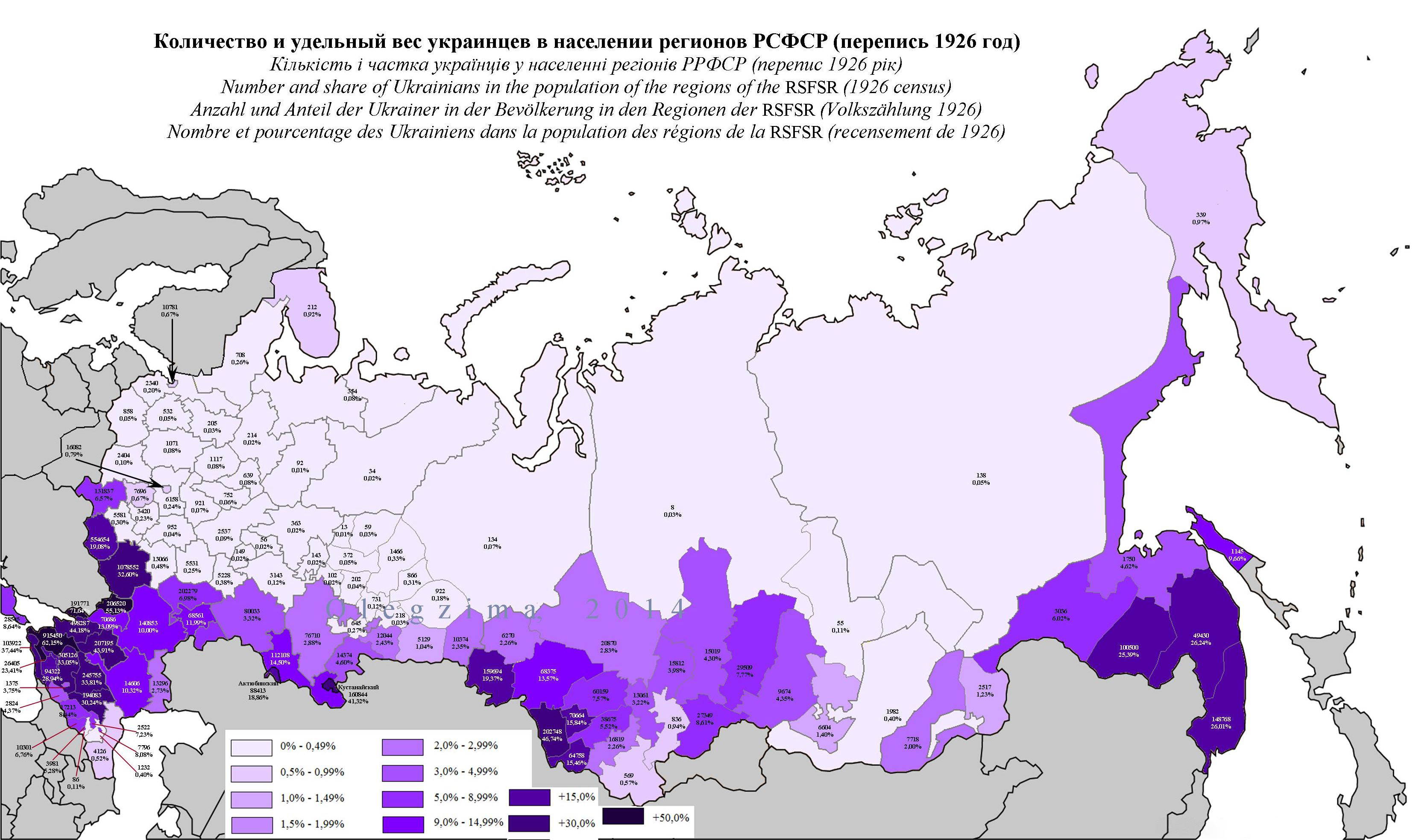
Anteil der Ukrainer in russischen Regionen (Zensus von 1926)

Nach dem Ende des Ersten Weltkriegs wurde die Ukraine zum Schlachtfeld des ukrainischen Unabhängigkeitskriegs, der mit dem russischen Bürgerkrieg verbunden war. Sowohl Russen als auch Ukrainer kämpften in fast allen beteiligten Armeen aufgrund ihrer persönlichen politischen Überzeugungen. Im Jahr 1922 gehörten die Ukraine und Russland zu den Gründungsmitgliedern der Union der Sozialistischen Sowjetrepubliken, nachdem die Ukraine 1920 von der Roten Armee besetzt worden war. Die Westukraine fiel dagegen im Frieden von Riga 1920 an Polen, Rumänien und die Tschechoslowakei.
Mit dem Ende des Russischen Reiches wurde auch das Verbot der ukrainischen Sprache aufgehoben. Es folgte eine Periode der Korenisazija, in der die Kulturen der verschiedenen Sowjetrepubliken gefördert wurden. Unter der Rosstriljane widrodschennja (übersetzt hingerichtete Wiedergeburt) wurden allerdings in den 1930er Jahren zahlreiche ukrainische Schriftsteller, Publizisten und Künstler von der Sowjetmacht hingerichtet oder in Gulags transportiert.
Unter Diktator Josef Stalin kam es im Rahmen der Zwangskollektivierung der Landwirtschaft und der Entkulakisierung in den frühen 1930er Jahren zu einer Hungersnot in der Sowjetunion, von denen Südrussland, Kasachstan und die Ukraine besonders betroffen waren. Die Hungersnot kostete in der Ukraine knapp 3,5 Millionen Menschen das Leben und wurde als Holodomor bekannt. Inwiefern die Hungersnot von den Sowjetbehörden absichtlich ausgelöst wurde, um die ukrainische Nationalbewegung zu unterdrücken, wurde in der Forschung diskutiert. Die unabhängige Ukraine bemühte sich später um die Anerkennung des Holodomor als Völkermord, und verschiedene Staaten erkannten ihn als solchen an.

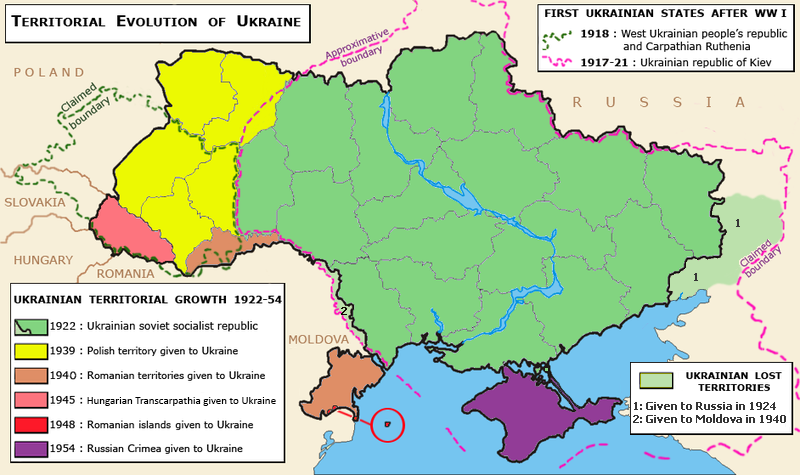
Die territoriale Entwicklung der Ukrainischen SSR

Die nächste Katastrophe ereignete sich mit dem Beginn des Deutsch-Sowjetischer Krieges am 22. Juni 1941. Die Ukraine wurde schnell von der Wehrmacht überrannt und in der Schlacht um Kiew nahmen die Deutschen im September 1941 Kiew ein. In der Ukraine führten die deutschen Besatzer einen Vernichtungskrieg und das Massaker von Babyn Jar leitete den Holocaust in der Ukraine ein. Teile der ukrainischen Nationalbewegung kollaborierten mit den Nazis und beteiligten sich an der Vernichtung der Juden und der Verfolgung der polnischen Minderheit. In einer Gegenoffensive eroberte die Rote Armee 1943 Kiew zurück und vertrieb die Deutschen aus dem Land. Der Zweite Weltkrieg kostete in der Ukraine 6,5 Millionen Menschen das Leben, ein Fünftel der Bevölkerung, und führte zur Zerstörung vieler Städte und der Infrastruktur.

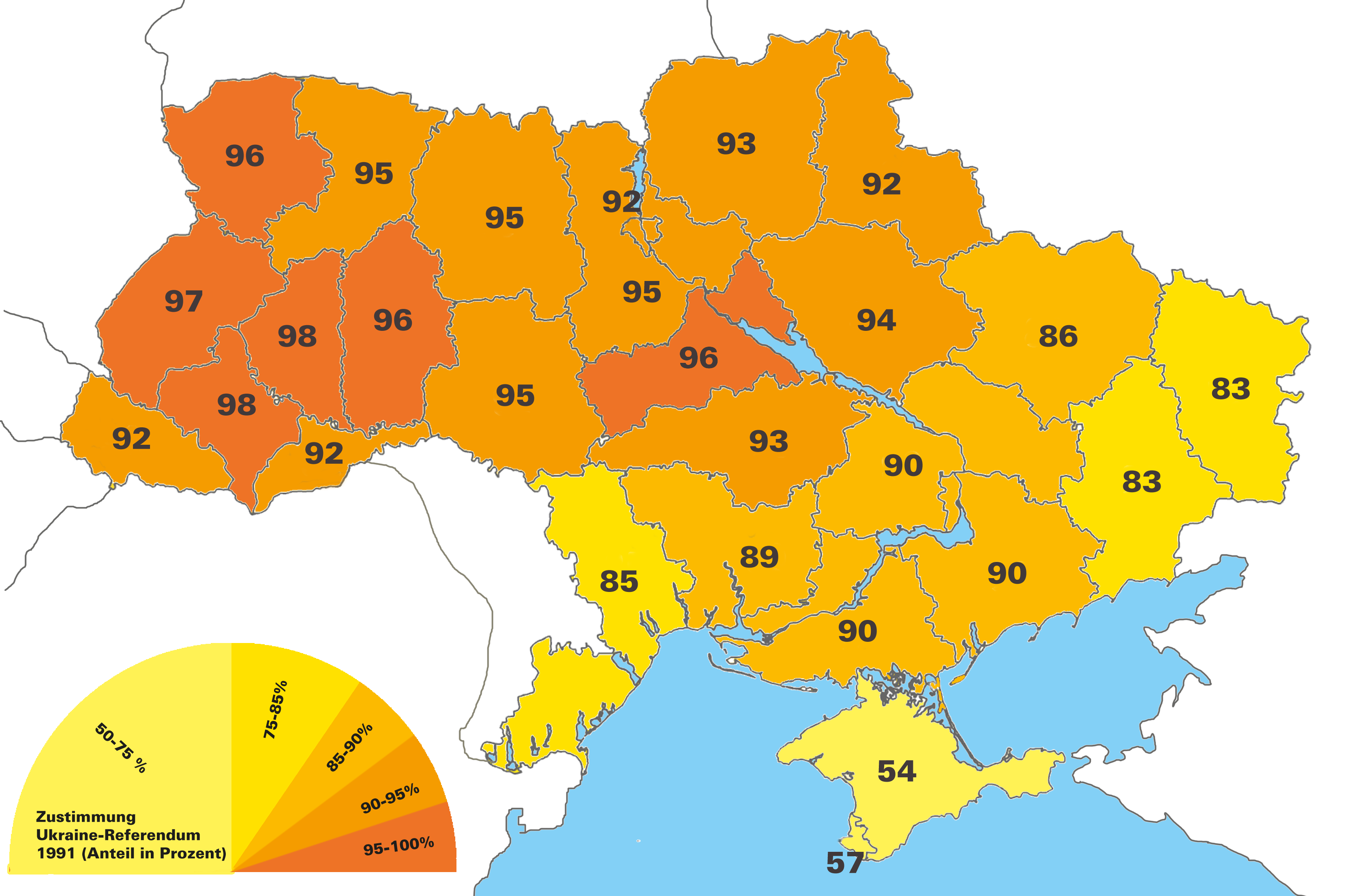
Anteil Ja-Stimmen beim Unabhängigkeitsreferendum 1991

Auch nach dem Ende des Krieges bekämpfte die Ukrainische Aufständische Armee bis in die 1950er Jahre hinein die sowjetische Herrschaft, bis diese endgültig vom NKWD niedergeschlagen werden konnte. Es kam in dieser Zeit auch zu Änderungen der Grenzen der Ukraine, u. a. durch den Anschluss von Transkarpatien an die Ukrainische SSR. 1954 übertrug Nikita Chruschtschow die Krim von der Russischen SSR auf die Ukrainische SSR. Die genauen Motive dafür sind unbekannt, es könnten aber innenpolitische Faktoren eine Rolle dabei gespielt haben und Chruschtschow hatte als Mitglied der Kommunistischen Partei der Ukraine eine enge Beziehung zu dieser. Innerhalb der Sowjetunion spielte die Ukraine eine herausragende Rolle, einmal als Kornkammer des Landes und auch als Industriezentrum durch die wichtigen Industriegebiete im Donezbecken. Mit Leonid Iljitsch Breschnew wurde die Sowjetunion von 1977 bis 1982 von einem Ukrainer regiert. Auch weitere Regierungschefs wie Nikita Chruschtchow und Konstantin Tschernenko hatten enge Verbindungen zur Ukraine. 1985 übernahm mit Michail Gorbatschow (dessen Mutter Ukrainerin war) ein Reformer die Macht in Moskau, was der ukrainischen Nationalbewegung Auftrieb verschaffte. Eine wichtige Rolle für den Zerfall der Sowjetunion spielte auch die Nuklearkatastrophe von Tschernobyl von 1986, die katastrophale Folgen für die Ukraine hatte. Die separatistische Volksbewegung der Ukraine wurde 1989 gegründet. Die Werchowna Rada der Ukrainischen SSR erklärte am 16. Juli 1991 die Souveränität der Ukraine. Nach dem gescheiterten Putschversuch in Moskau 1991 erfolgte die Unabhängigkeitserklärung der Ukraine am 24. August 1991. Das anschließende ukrainische Unabhängigkeitsreferendum von 1991 bestätigte die Unabhängigkeit mit einer landesweiten Mehrheit von 92,3 %, mit Mehrheiten in allen Regionen der Ukraine, einschließlich der Krim.

### Unabhängige Ukraine

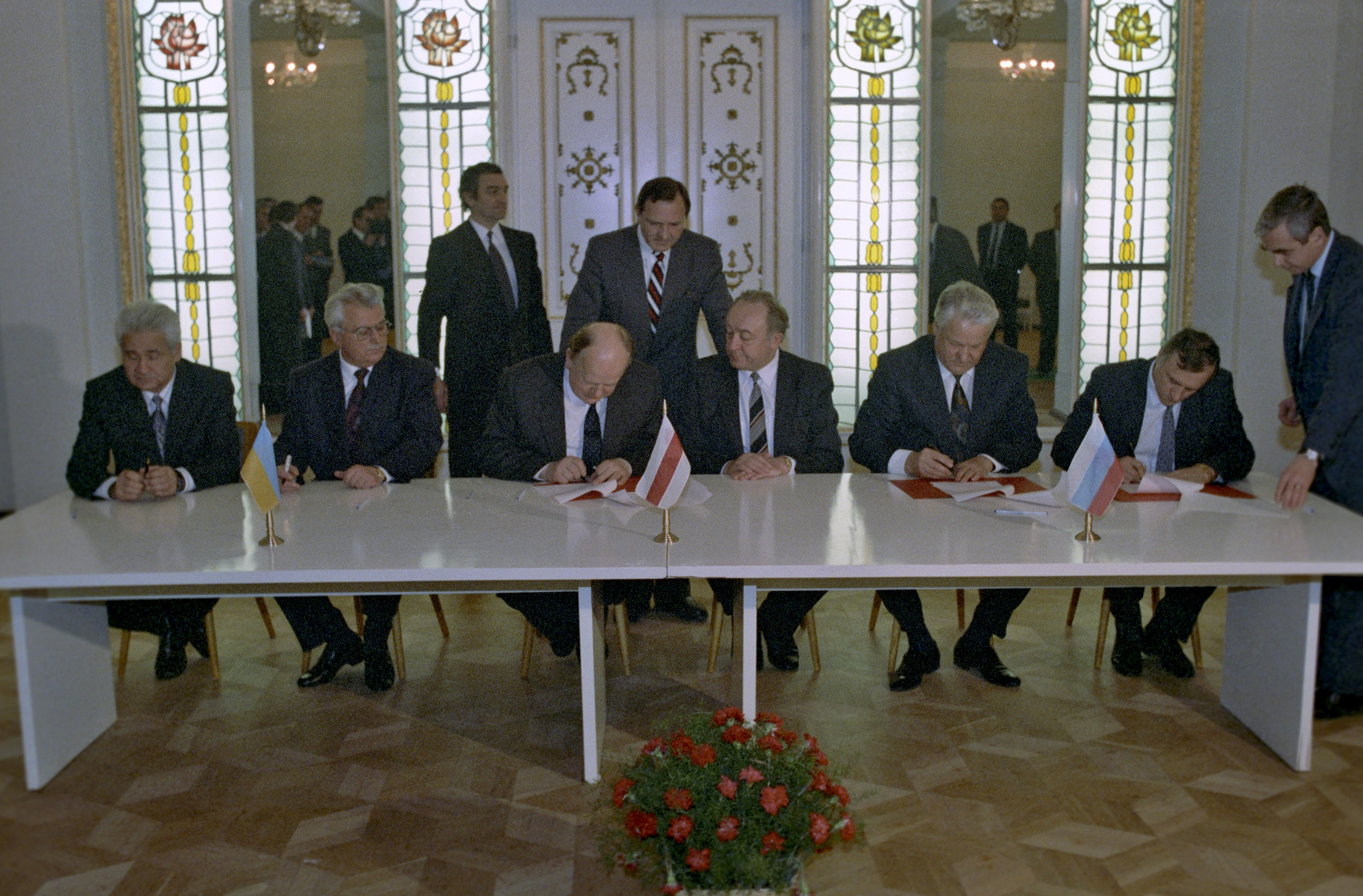
Unterzeichnung der Belowescher Vereinbarungen

Die Grundlage für die postsowjetischen Beziehungen wurde durch die Belowescher Vereinbarungen zwischen dem neuen ukrainischen Staatschef Leonid Krawtschuk und dem russischen Präsidenten Boris Jelzin sowie dem belarussischen Staatschef Stanislau Schuschkewitsch am 8. Dezember 1991 geschaffen. Während sich die Staats- und Regierungschefs darauf einigten, die Sowjetunion formell aufzulösen, wollten die Russen gegen den Widerstand der Ukraine eine neue supranationale Struktur schaffen, um sie zu ersetzen. Dies führte zur Gründung der Gemeinschaft Unabhängiger Staaten (GUS), welche allerdings nur als loser Staatenbund fungierte. Auf dem Gebiet der nun unabhängigen Ukraine waren weiterhin sowjetische Kernwaffen stationiert, was 1994 zur Unterzeichnung des Budapester Memorandum führte, bei der die Ukraine ihre Kernwaffen aufgab; im Gegenzug für das Versprechen Russlands, die post-sowjetischen Grenzen zu respektieren. Ein weiterer Streitpunkt betraf die in Sewastopol stationierte russische Schwarzmeerflotte, was zu einer Proklamation der russischen Duma führte, dass die Übergabe der Krim 1954 an die Ukraine illegitim gewesen sei. Nach mehreren Jahren intensiver Verhandlungen wurde der Streit 1997 mit der Unterzeichnung des russisch-ukrainischen Flottenvertrags gelöst. Der Vertrag teilte die Flotte auf und erlaubte Russland, einige der Marinestützpunkte in Sewastopol bis 2017 für die russische Marine zu mieten (später bis 2042 verlängert), und der russisch-ukrainische Freundschaftsvertrag legte den Grundsatz für eine strategische Partnerschaft und betonte den Respekt für die gegenseitigen Grenzen und die gegenseitige Sicherheit.

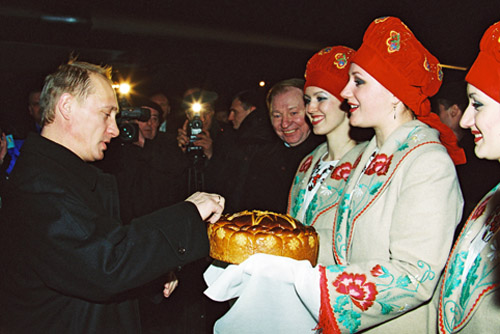
Putin in der Ukraine (2001)

In den 1990er Jahren versuchte Präsident Leonid Kutschma eine ausgeglichene Außenpolitik zu verwirklichen. Er näherte die Ukraine an die NATO und die Europäische Union an, ohne die Beziehungen zu Russland zu vernachlässigen. Das Land litt allerdings unter einer wirtschaftlichen Krise und der sinkenden Industrieproduktion, welche durch den Verlust des einheitlichen Wirtschaftsraums verursacht wurde. Außerdem litt das Land an politischer Korruption und der Spaltung in einen prowestlichen Westen und einen prorussischen Osten, der in den meisten Wahlen andere politische Kandidaten unterstützte. Im März 1994 fand in der Autonomen Republik Krim ein Referendum statt, bei dem sich knapp 80 % der Wähler für eine stärkere Autonomie der Krim aussprachen. Ähnliche Referenden fanden auch im Donbass statt. Im Herbst 2004 kam es in der Ukraine zur Orangen Revolution der proeuropäischen Kräfte nach Unregelmäßigkeiten bei der Präsidentschaftswahl. Diese wurde von Russland unter dem 1999 ins Amt gekommenen Wladimir Putin mit Misstrauen betrachtet. Bei der wiederholten Präsidentschaftswahl gewann der prowestliche Wiktor Juschtschenko gegen den russlandfreundlichen Wiktor Janukowytsch. Juschtschenko war kurz vor seiner Wahl Opfer einer Dioxinvergiftung geworden, die er mit Spätfolgen überlebte. In einem späteren Interview antwortete Juschtschenko auf die Frage der BBC, ob der russische Präsident Putin involviert gewesen sei, er habe dazu eine Antwort, aber er werde sie nicht aussprechen.

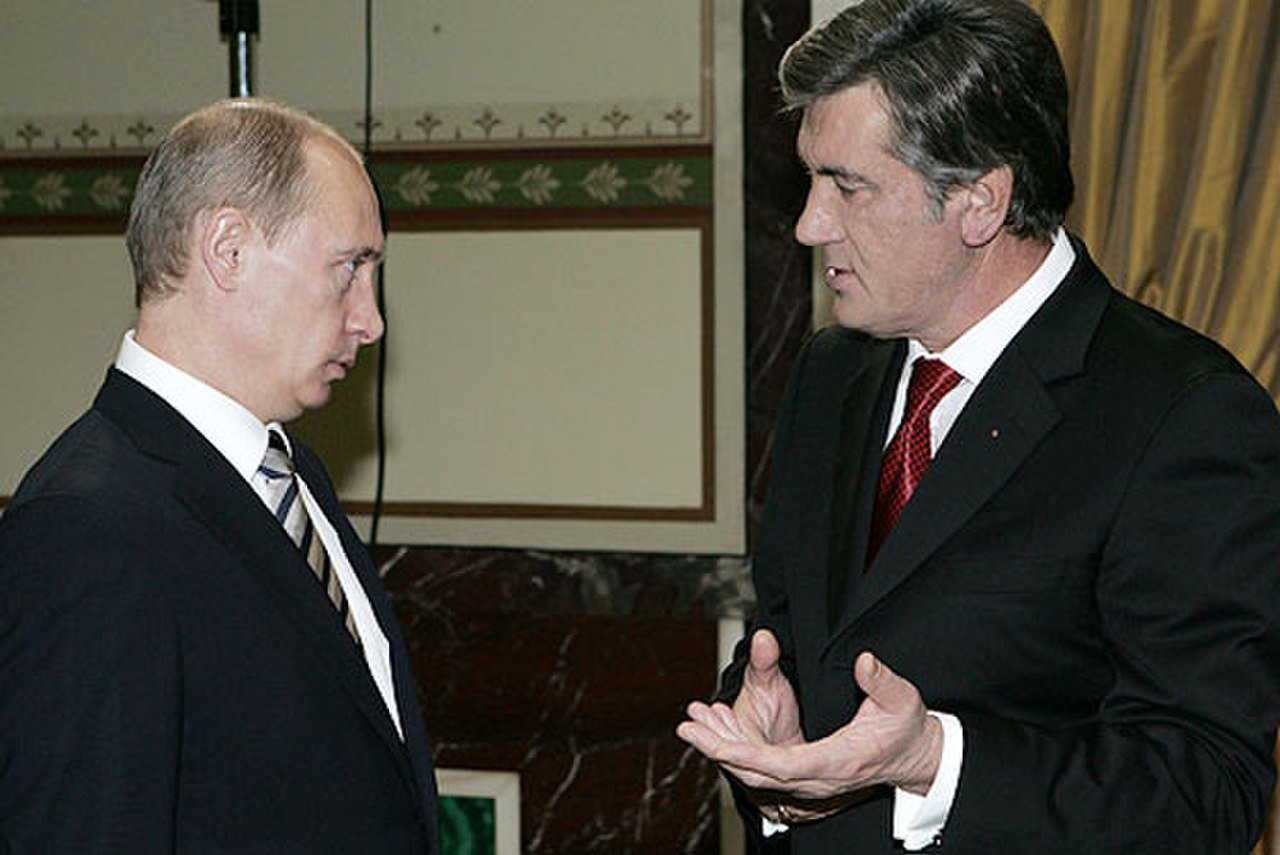
Putin und Juschtschenko (2008)

In seiner Amtszeit verkündete Juschtschenko, dass die Ukraine sich um eine Mitgliedschaft in der NATO bemühen werde. Während des Russisch-Georgischen Kriegs 2008 unterstützte die Ukraine Georgien und die ukrainische Ministerpräsidentin Julija Tymoschenko forderte die „Eindämmung“ Russlands. Russland reagierte, indem es im russisch-ukrainischen Gasstreit Druck auf die Ukraine ausübte. 2010 wurde Wiktor Janukowytsch schließlich bei der Präsidentschaftswahl zum neuen Präsidenten gewählt, wobei er seine Unterstützung vor allem aus dem Südosten und Osten des Landes bezog. Mit seinem Amtsantritt verbesserten sich die Beziehungen zu Russland und am 22. April 2010 unterzeichnete er ein Abkommen mit Russland über die Verlängerung der Laufzeit für den russischen Marinestützpunkt in Sewastopol um 25 Jahre und erhielt im Gegenzug vergünstigte Erdgaslieferungen aus Russland. Der Deal war innenpolitisch stark umstritten. Am 21. November 2013 setzte Janukowitsch die Vorbereitungen für die Unterzeichnung eines EU-Assoziierungsabkommens aus, um engere Wirtschaftsbeziehungen zu Russland anzustreben. Russland stellte dafür Wirtschaftshilfen in Höhe von 15 Milliarden US-Dollar und weitere Gaslieferungen in Aussicht. Die Aussetzung des Abkommens führte Ende 2013 zum Beginn der Euromaidanproteste und dem Sturz der Regierung Janukowitsch im Februar 2014, nachdem unbekannte Schützen das Feuer auf Demonstranten auf dem Maidan eröffnet hatten.

#### Russisch-ukrainischer Krieg ab 2014

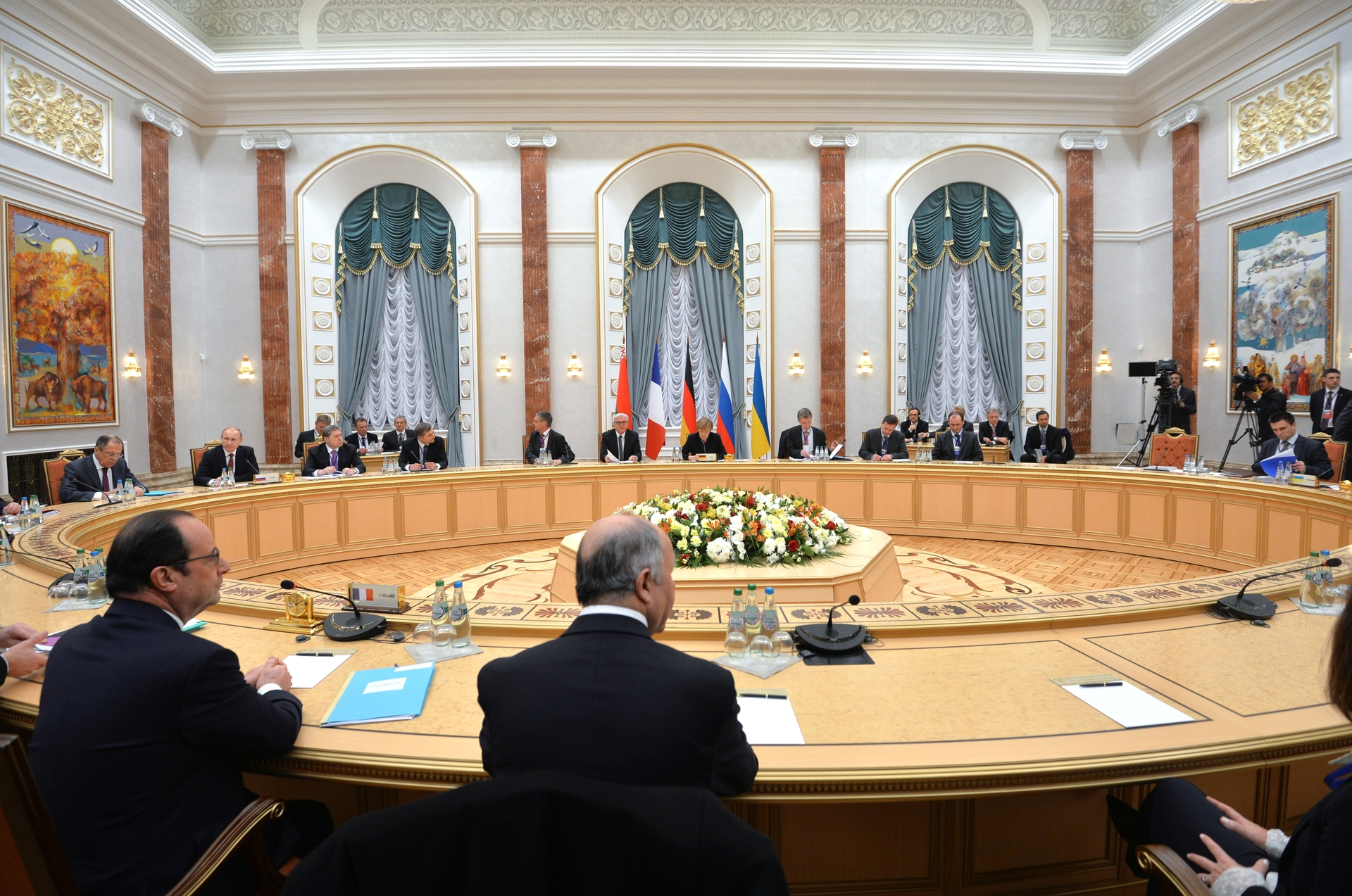
Verhandlung des Minsker Abkommens, 2015

Der Sturz von Janukowitsch, der nach Russland floh, führte zu starken Protesten vonseiten der russischen Regierung, die dessen Sturz als vom Westen inszenierten Putsch bezeichnete. Infolgedessen startete Russland die Annexion der Krim 2014 und unterstützte prorussische Separatisten, die im Osten der Ukraine die sogenannten „Volksrepubliken“ Donezk und Lugansk ausriefen und ihre Unabhängigkeit proklamierten, allerdings lediglich russische Marionettenstaaten bildeten. Diese Ereignisse führten zu einem völligen Zusammenbruch der wirtschaftlichen und politischen Beziehungen zwischen beiden Staaten. Nach der russischen Aggression 2014 hob das ukrainische Parlament im Dezember desselben Jahres die gesetzlich festgeschriebene Blockfreiheit auf und strebte eine NATO-Mitgliedschaft an. Mit dem am 12. Februar 2015 unterzeichnetem Abkommen Minsk II sollte ein Ende des Kriegs im Donbas und eine Wiedereingliederung der dortigen Separatistengebiete in den ukrainischen Staat erreicht werden. Das unter der Beteiligung von Deutschland, Frankreich und der Europäischen Union vermittelte Abkommen konnte diese Ziele allerdings nicht erreichen. Im Mai 2015 setzte die Ukraine ein militärisches Kooperationsabkommen mit Russland aus und verhängte im November ein Verbot für russische Flugzeuge im ukrainischen Luftraum. Im August kündigte Russland an, ab Januar 2016 die Einfuhr ukrainischer Agrarerzeugnisse zu verbieten.
Im November 2018 beschoss und beschlagnahmte Russland drei Schiffe der ukrainischen Marine vor der Küste der Krim, wobei Besatzungsmitglieder verletzt wurden. Es kam in der Folge zu Protesten vor der russischen Botschaft in Kiew und zur Ausrufung des Ausnahmezustandes durch Präsident Petro Poroschenko, welcher allen russischen Männern zwischen 16 und 60 Jahren die Einreise in das Land verbot. Nach Russlands militärischer Aufrüstung im Herbst 2018 verankerte das ukrainische Parlament die Mitgliedschaft in der NATO und in der EU im Februar 2019 als Staatsziel in der Verfassung. Drei Jahre nach der Wahl von Wolodymyr Selenskyj als Präsident der Ukraine kam es Anfang 2022 zu einer diplomatischen Krise, als Russland massiv Truppen an der Grenze zur Ukraine stationieren ließ. Am 21. Februar 2022 erkannte Russland offiziell die Volksrepublik Donezk und die Volksrepublik Luhansk diplomatisch an. Russische Medien und Politiker sprachen der Ukraine in Aussagen im Rahmen der Krise wiederholt das Existenzrecht ab und Putin selbst bezeichnete die Ukraine als ein von den Sowjets geschaffenes künstliches Gebilde. Putin kündigte eine „militärische Spezialoperation“ mit dem Ziel der „Denazifizierung“ der Ukraine an, die er als faschistischen Staat bezeichnete und ihr einen „Genozid“ an den Russen in der Ukraine vorwarf. Am 24. Februar 2022 begann die russische Armee einen Überfall auf die Ukraine mit Boden- und Luftangriffen in vielen Teilen des Landes, darunter auch auf die Hauptstadt Kiew. Infolge des Angriffs auf das ukrainische Staatsgebiet brach die Ukraine die diplomatischen Beziehungen zu Russland ab. Obwohl die russischen Streitkräfte anfange Gebietsgewinne erzielen konnten, mussten sie sich nach dem gescheiterten Angriff auf Kiew aus dem Norden der Ukraine zurückziehen, womit das Ziel der Eliminierung der ukrainischen Führung scheiterte. Nach dem Rückzug der Russen gelangten russische Kriegsverbrechen wie das Massaker von Butscha an das Licht der Öffentlichkeit. Im September 2022 proklamierte Putin einseitig die Annexion der ukrainischen Oblaste Luhansk, Donezk, Saporischschja und Cherson in die Russische Föderation.

## Wirtschaftsbeziehungen
In der Zeit der Sowjetunion war die Ukraine mit einem kleinen Teil des Staatsgebiets für 21 % der landwirtschaftlichen und 17 % der gesamten industriellen Produktion verantwortlich. Daneben war die Ukraine für ein Viertel der sowjetischen Exporte verantwortlich und spielte eine wichtige Rolle in der Energieerzeugung und im militärisch-industriellen Komplex. Mit seiner industriellen Produktion subventionierte die Ukrainische SSR andere Gebiete des Sowjetreichs. Das Ende der Sowjetunion führte zum Niedergang von Industrien wie dem Maschinenbau oder dem Flugzeugbau, da Exportmärkte wegbrachen und auch neue Handelsabkommen keine Abhilfe schaffen konnten. In den 1990er Jahren unterhielten Russland und die Ukraine enge Handelsbeziehungen. Während der Anteil Russlands an den ukrainischen Ausfuhren von 26,2 % im Jahr 1997 auf rund 23 % im Zeitraum 1998–2000 zurückging, blieb der Anteil der Einfuhren konstant bei 45–50 % des Gesamtvolumens. Insgesamt wickelte die Ukraine zwischen einem Drittel und der Hälfte ihres Handels mit der Russischen Föderation ab. Besonders stark war die Abhängigkeit im Energiebereich. Bis zu 75 % des jährlich verbrauchten Gases und fast 80 % des Öls kamen aus Russland. Diese Abhängigkeit wurde von Russland wiederholt genutzt, um politische Ziele zu erreichen, so bei mehreren Gaskrisen in der Ukraine. Ebenso 2013, als Russland die Ukraine mithilfe eines Wirtschaftskriegs davon abzuhalten versuchte, ein Freihandelsabkommen mit der EU abzuschließen. Nach der russischen Annexion der Krim wurden die wirtschaftlichen Kontakte deutlich zurückgefahren und zwischen 2010 und 2020 sanken die ukrainischen Exporte nach Russland von 13,6 Milliarden US-Dollar auf nur noch knapp drei Milliarden US-Dollar.
Mit dem Beginn der russischen Invasion 2022 verhängte Russland eine Blockade der ukrainischen Häfen. Außerdem kam es zu der Plünderung besetzter Gebiete und der Zerstörung der Infrastruktur durch Bombenangriffe. Die wirtschaftlichen Schäden, welche das Land erlitt, beliefen sich bis Oktober 2022 auf 127 Milliarden US-Dollar an zerstörter Infrastruktur. Dazu kam ein Einbruch der Wirtschaftsleistung um knapp 30 Prozent.

## Kulturbeziehungen

Anteil der russischen Muttersprachler in der Ukraine (2001)

Beide Gesellschaften waren über Jahrhunderte Teil desselben Staates, weshalb enge kulturelle Kontakte und Gemeinsamkeiten bestanden und bestehen. Über acht Millionen ethnische Russen lebten bei der Volkszählung 2001 in der Ukraine (vor allem im Osten des Landes) und Russisch war über Jahrhunderte Amts- und Verkehrssprache der Völker der Ukraine. Die engen kulturellen Gemeinsamkeiten führten über lange Zeiträume zu einer Negierung der ukrainischen Identität und zur Leugnung einer ukrainischen Nation vonseiten russischer Nationalisten und der Bezeichnung der Ukraine als Kleinrussland und der Ost- und Südgebiete der Ukraine als Neurussland. Die ukrainische Nationalbewegung erfuhr einen Aufschwung im 20. Jahrhundert mit dem ersten ukrainischen Nationalstaat und dem als Ukrainisierung bezeichneten Prozess der Förderung der ukrainischen Sprache und Kultur unter Wladimir Iljitsch Lenin in der sowjetischen Ukraine. Unter seinem Nachfolger Josef Stalin wurde die ukrainische Identität allerdings wieder stark unterdrückt.
Nach der Unabhängigkeit war die multiethnische Ukraine mit der Herausforderung der Nationenbildung konfrontiert, wobei eine europäische Identität gegenüber einer eurasischen betont wurde, auch in Abgrenzung zu Moskau. Ein Problem der jungen Ukraine stellte allerdings die Zerrissenheit des Landes in einen nach Westeuropa orientierten Westteil und einen nach Russland orientierten Ostteil dar. Es kam infolgedessen zu dauerhaften Streitigkeiten um den Status der russischen Sprache und um die geopolitische Orientierung des Landes. Nach dem politischen Bruch mit Russland kam es zu einem abrupten Abbruch vieler kultureller Kontakte mit Russland. So wurden im ganzen Land mit der russischen Herrschaft verbundene Orte, Plätze und Straßen umbenannt. Es kam zum Boykott russischer Filme in der Ukraine und im Februar 2017 verbot die ukrainische Regierung die kommerzielle Einfuhr von Büchern aus Russland, die bis zu 60 % aller in der Ukraine verkauften Titel ausmachten.
Das erste Sprachengesetz wurde 1989 noch während der Sowjetära verabschiedet, in der die ukrainische Sprache zur alleinigen Staatssprache erklärt wurde, während Russisch den Status einer „Sprache der interethnischen Kommunikation“ innerhalb der damals bestehenden der Ukrainischen Sozialistischen Sowjetrepublik erhielt. Ukrainisch als alleinige Staatssprache wurde 1996 in der Verfassung festgeschrieben. Im Juli 2012 setzte die Regierung unter Wiktor Janukowytsch das Gesetz „Über die Grundsätze der staatlichen Sprachenpolitik“ durch, das Russisch als offizielle Regionalsprache in der Ukraine anerkannte. Das Gesetz legte fest, dass in Oblasten, in denen Muttersprachler einer Minderheitensprache zehn oder mehr Prozent der Bevölkerung ausmachen, die Minderheitensprache in der lokalen Verwaltung und in allen Bereichen des öffentlichen Lebens verwendet werden kann. Unmittelbar nach dem Euromaidan stimmte das Parlament im Februar 2014 für die Aufhebung des Sprachengesetzes von 2012. Die Aufhebung des Gesetzes trat nicht in Kraft, nachdem Übergangspräsident Oleksandr Turtschynow sein Veto eingelegt hatte. Ein neues Bildungsgesetz schrieb ab 2017 vor, dass der gesamte Unterricht an staatlichen Schulen ab der Sekundarstufe nur noch auf Ukrainisch stattfinden darf, wobei die Minderheitensprachen zwar als Unterrichtsfach, aber nicht als Hauptunterrichtssprache unterrichtet werden durfte. Im April 2019 wurde ein neues Sprachgesetz verabschiedet, das den Status des Ukrainischen als einzige Staatssprache bekräftige und Maßnahmen zur praktischen Umsetzung vorschrieb. Nach dem neuen Gesetz durften Unternehmen Dienstleistungen in russischer Sprache anbieten, waren aber nun verpflichtet, sie auch in ukrainischer Sprache anzubieten. Die Medien wurden verpflichtet, eine ukrainischsprachige Version ihrer Produkte anzubieten und durften keine Inhalte mehr ausschließlich in russischer Sprache produzieren.
Nach dem Euromaidan fand in der Religionspolitik ein Bruch zwischen Russland und der Ukraine statt. Im Dezember 2018 entstand mit der Orthodoxen Kirche der Ukraine (OKU) erstmals seit dem 17. Jahrhundert eine innerhalb der weltweiten Orthodoxie anerkannte und vom Moskauer Patriarchat unabhängige Kirche in der Ukraine. Einen Monat nach Gründung wurde die OKU vom Ökumenischen Patriarchat von Konstantinopel als eigenständig anerkannt. In Kiew und Moskau wurde diese Entwicklung auch als Angelegenheit der nationalen Sicherheit betrachtet. Der ukrainische Präsident Petro Poroschenko bezeichnete die Gründung als eine „zweite Unabhängigkeit“, während für Russland die Entstehung einer von Moskau unabhängigen Kirche als schwerer Schlag gegen die vom Staat unterstützte und von der Russisch-Orthodoxen Kirche (ROK) propagierte Ideologie des Projekts „Russische Welt“ empfunden wurden. Bis zur Gründung der OKU war die einzige kirchlich legitimierte orthodoxe Kirche in der Ukraine die Ukrainisch-Orthodoxe Kirche des Moskauer Patriarchats (UOK-MP), die zwar eine gewisse Autonomie genoss, aber Teil der ROK war. Die UOK-MP versuchte sich seit dem Ausbruch des Krieges im Donbas 2014 als neutral zu positionieren, Vorkommnisse wie die Weigerung von Priestern der UOK-MP, getöteten ukrainischen Soldaten die Sterbesakramente zu gewähren, führten zu einer zunehmenden öffentlichen Wahrnehmung der Kirche als „pro-russisch“. Drei Tage nach Beginn des Einmarschs russischer Truppen in die Ukraine am 24. Februar 2022 stellte sich Patriarch Kyrill I. der ROK auf die Seite des russischen Staats und legitimierte mit seiner geistlichen Autorität die „militärische Spezialoperation“ als Verteidigungskampf gegen die „Kräfte des Bösen“. In einer weiteren Predigt garantierte er den Eintritt ins Himmelreich demjenigen, der „in Ausübung seiner militärischen Pflicht“ stirbt. Im Mai 2022 sagte sich die UOK-MP von der ROK los. Bis Juli 2022 bekannten sich nur noch vier Prozent der orthodoxen Gläubigen zur UOK-MP.

## Öffentliche Meinung
Obwohl eine große Mehrheit der Ukrainer im Dezember 1991 für die Unabhängigkeit stimmte, stellte die russische Presse in den folgenden Jahren die Unabhängigkeit der Ukraine als das Werk von „Nationalisten“ dar, die einer Studie aus dem Jahr 1996 zufolge die „richtigen“ Instinkte der Massen „verdrehten“, was die russische Öffentlichkeit zu der Annahme veranlasste, dass die ukrainische politische Elite das Einzige sei, was den „Herzenswunsch“ der Ukrainer nach einer Wiedervereinigung mit Russland verhindere. Die Einstellung der russischen Bevölkerung zum Land Ukraine wurde stark von den politischen Beziehungen beider Länder beeinflusst. Im Oktober 2008, als die Beziehungen beider Länder relativ schwierig waren, hatten laut Meinungsumfragen 38 % der Russen eine positive Einstellung zur Ukraine und 53 % eine negative Einstellung. Nachdem sich die Beziehungen unter Wiktor Janukowytsch verbessert hatten, wiesen im September 2011 nun 68 % eine positive und nur noch 25 % eine negative Einstellung auf. Nach dem Euromaidan kehrte sich das Verhältnis wieder um (Negativ: 59 %; Positiv: 26 %). Im Februar 2019 hatten 82 % der Russen eine positive Einstellung zu den Ukrainern, aber nur 34 % hatten eine positive Einstellung zur Ukraine, und nur 7 % der Russen hatten eine positive Einstellung zur Führung der Ukraine.
Die Unabhängigkeit der Ukraine wird in den meisten Meinungsumfragen von der Mehrheit der Befragen respektiert, obwohl Meinungen, dass die Ukraine über keine eigene kulturelle Identität verfüge, im Land weit verbreitet sind und von staatsnahen Medien propagiert werden. Eine Ende 2011 durchgeführte Umfrage des Lewada-Zentrums ergab, dass 53 % der befragten Russen eine Freundschaft mit einer unabhängigen Ukraine bevorzugen, 33 % würden es vorziehen, wenn die Ukraine unter der wirtschaftlichen und politischen Kontrolle Russlands stünde, und 15 % waren sich unsicher. Die Annexion der Krim war in Russland allerdings extrem populär und 86 % der Russen unterstützten sie und 71 % sahen sie als legal an. So nach Umfragen, die von dem als unabhängig geltenden Lewada-Zentrum erhoben wurden. Einige Monate nach dem Beginn der Invasion der Ukraine 2022 wurde diese von einer Mehrheit von über 70 % der russischen Bevölkerung unterstützt und eine Mehrheit gaben der NATO bzw. den USA die Schuld für die Eskalation.
Die öffentliche Meinung in der Ukraine gegenüber Russland war lange Zeit freundlich und 2008 hatten 88 % der Ukrainer eine positive Einstellung gegenüber Russland. Im Jahr 2012 sprachen sich 72 % der Ukrainer für Russland und die Ukraine als unabhängige, aber befreundete Staaten mit offenen Grenzen aus. Der Anteil der Befürworter einer Wiedervereinigung mit Russland lag bei 14 %. Im Februar 2019 waren 77 % der Ukrainer positiv gegenüber Russen eingestellt, 57 % positiv gegenüber dem Land Russland, aber nur 13 % hatten eine positive Einstellung gegenüber der russischen Regierung. Nach dem Beginn der russischen Überfalls auf das Land hatten im Mai 2022 nun 82 % der Ukrainer eine negative Einstellung gegenüber Russen. Im August 2022 hatten nur noch 2 % der Ukrainer eine positive Einstellung gegenüber Russland.

## Abkommen zwischen Russland und der Ukraine
Russland und die Ukraine schlossen zu Sowjetzeiten (als Sowjetrepubliken) und nachdem beide Staaten ihre Unabhängigkeit erlangt hatten, eine Reihe von Abkommen und Verträgen ab:
- Im November 1990 wurde ein Abkommen zwischen der Russischen Sozialistischen Föderativen Sowjetrepublik und der Ukrainischen Sozialistischen Sowjetrepublik unterzeichnet, in dem die territoriale Integrität innerhalb der bestehenden Grenzen der Sowjetunion gegenseitig anerkannt wurde.
- Am 23. Juni 1992 wurde das Abkommen von November 1990 zwischen Russland und der nun unabhängigen Ukraine bestätigt.
- Im Jahr 1994 unterzeichneten Russland, die Ukraine, das Vereinigte Königreich und die Vereinigten Staaten das Budapester Memorandum, in dem die Unterzeichner als Gegenleistung für den Beitritt der Ukraine zum Vertrag über die Nichtverbreitung von Kernwaffen ihre Verpflichtung gegenüber der Ukraine bekräftigen, im Einklang mit den Grundsätzen der Schlussakte von Helsinki die Unabhängigkeit und Souveränität sowie die bestehenden Grenzen der Ukraine zu achten.
- Im Jahr 1997 schlossen Russland und die Ukraine den Russisch-ukrainischen Freundschaftsvertrag ab, in dem sich beide Seiten zur gegenseitigen Achtung der territorialen Integrität und der Unverletzlichkeit der bestehenden Grenzen verpflichteten.
- Am 28. Januar 2003 wurde der Russisch-ukrainische Grenzvertrag abgeschlossen, in der die Vereinbarungen des Freundschaftsvertrags erneut bestätigt wurden.
- Am 24. Dezember 2003 wurde der Vertrag zur gemeinsamen Nutzung des Asowschen Meeres zwischen der Russischen Föderation und der Ukraine geschlossen.
- Am 21. April 2010 wurden die Charkiw-Verträge abgeschlossen, die die Präsenz der russischen Schwarzmeerflotte in Sewastopol bis 2042 verlängerten.[68]

Alle diese Vereinbarungen wurden von Russland gebrochen. Mit der Annexion der Krim wurde diesen Verträge obsolet und von beiden Seiten wurden neue Regelungen eingeführt. Der kleine Grenzverkehr wurde eingestellt und internationale Pässe wurden für den Grenzübertritt erforderlich.